# Феліпе Рамос
Феліпе де Хесус Рамос Рісо (ісп. Felipe de Jesús Ramos Rizo, нар. 10 березня 1963, Мехіко) — мексиканський футбольний суддя. Арбітр ФІФА у 1997—2003 роках.

## Біографія
Судив з 2 травня 1993 року матчі в чемпіонаті Мексики, а пізніше і в міжнародних турнірах. З 1999 по 2003 роки визнавався найкращим арбітром Мексики.
Судив фінальний матч футбольного турніру Олімпіади в Сіднеї між Камеруном та Іспанією і став першим мексиканцем, який удостоївся такої честі.
У 2001 році він був призначений головним арбітром матчу між збірними Іраку та Ірану, які брали участь у відбірковому матчі до чемпіонату світу 2002 року.
Судив матчі двох Золотих кубків КОНКАКАФ (2000 та 2003), двох Кубків УНКАФ (1999—2003), фінал Карибського кубка (1998), матчі чемпіонату світу серед молоді в Нігерії 1999 року і матчі відбору до чемпіонату світу в Азії, Північній та Південній Америці. Рамос, таким чином, судив матчі трьох різних конфедерацій ФІФА.
У 2002 році Рамос працював на матчах чемпіонату світу з футболу і був резервним арбітром гри Франції та Сенегалу (перемога Сенегалу 1:0). Всього він працював на трьох матчах чемпіонату світу, відзначившись видаленням Тьєррі Анрі у матчі Франція-Уругвай і видаленням Роналдінью в чвертьфіналі Англія-Бразилія. По завершенні суддівської кар'єри став працювати аналітиком суддівства в програмі Futbol Picante каналу ESPN Deportes.

## Матчі ЧС-2002
| Дата           | Місце                                  | Раунд       | Команди            | Рахунок |
| -------------- | -------------------------------------- | ----------- | ------------------ | ------- |
| 6 червня 2002  | Головний стадіон Азійських ігор, Пусан | Група A     | Франція— Уругвай   | 0:0     |
| 12 червня 2002 | Стадіон Чеджу, Согвіпхо                | Група B     | Словенія— Парагвай | 1:3     |
| 21 червня 2002 | Стадіон Сідзуока, Фукурой              | Чвертьфінал | Англія— Бразилія   | 1:2     |